# Пінчо (їжа)

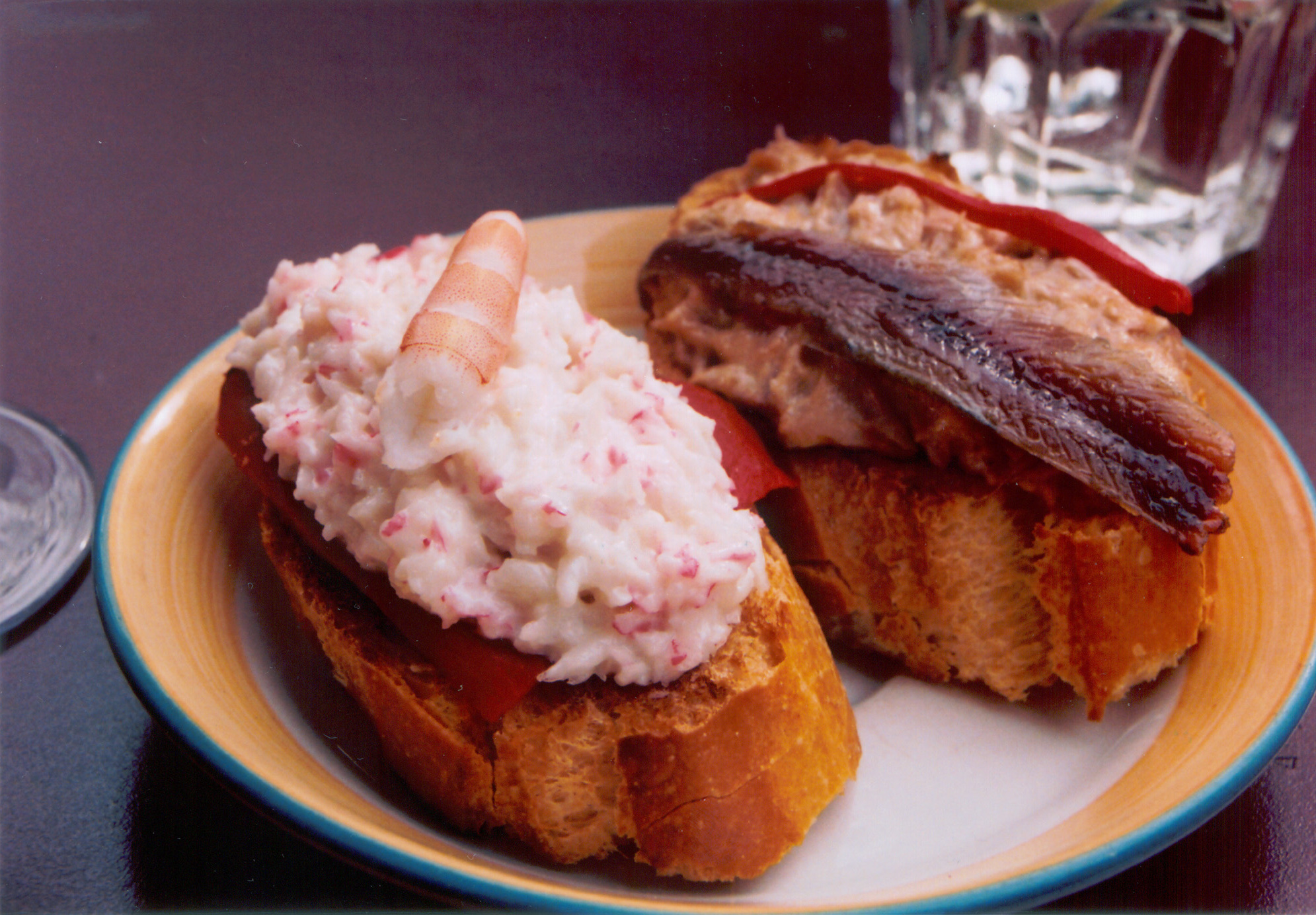
Традиційні пінчос із морепродуктами і рибою

Пі́нчо (ісп. pincho, баск. pintxopintxo), мн. пінчос — невеликий бутерброд, легка закуска, що подається в барах Іспанії до пива або червоного вина. На відміну від тапас, приготування пінчо займає більше часу, крім того, пінчос не є безкоштовною закускою до напою, їх треба замовляти як самостійні страви. Частіше за все страви з пінчос розташовані біля барної стійки. У деяких регіонах прийнято самостійно брати їх звідти, повідомивши при оплаті їжі кількість пінчос і випитих напоїв офіціанту.

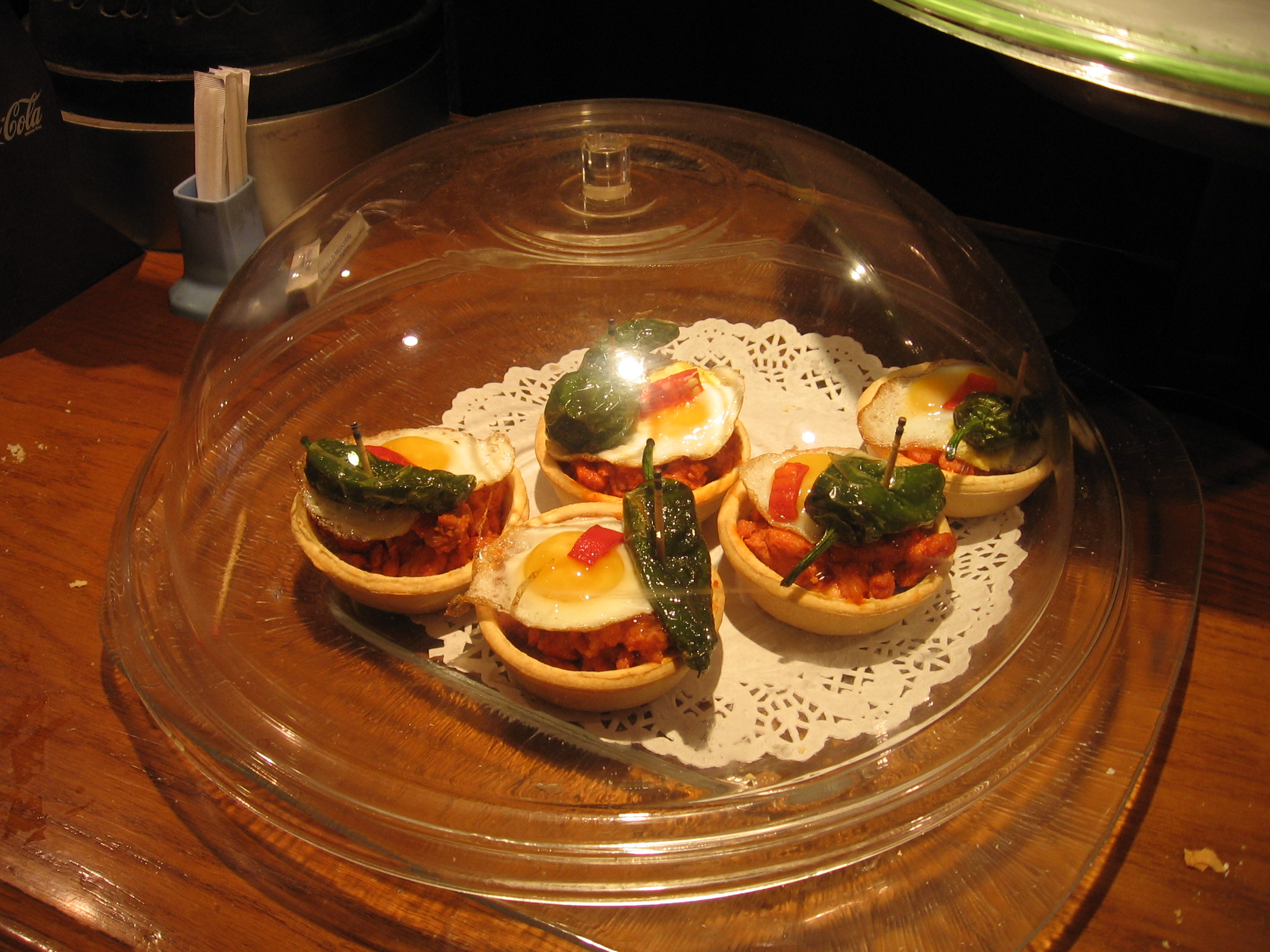
Пінчос із яєчнею

Назва пінчо походить від іспанського «шпажка», оскільки для скріплення компонентів закуски часто використовували дерев'яні шпажки. Пінчо зазвичай — це невеликий шматок хліба (частіше багета) із різними видами закуски на ньому. Традиційно для верхнього шару використовується риба (мерлуза, тріска та анчоуси) і морепродукти, тортилья з картоплі і палюшки, проте можливі будь-які комбінації.
Батьківщиною пінчос вважається місто Сан-Себастьян. Також їх подають у барах Країни Басків, Наварри, Ріохи і в деяких частинах провінції Бургос. У великих містах, наприклад Віторія і Більбао, регулярно влаштовують конкурси на найкращі пінчос регіону.

## Галерея

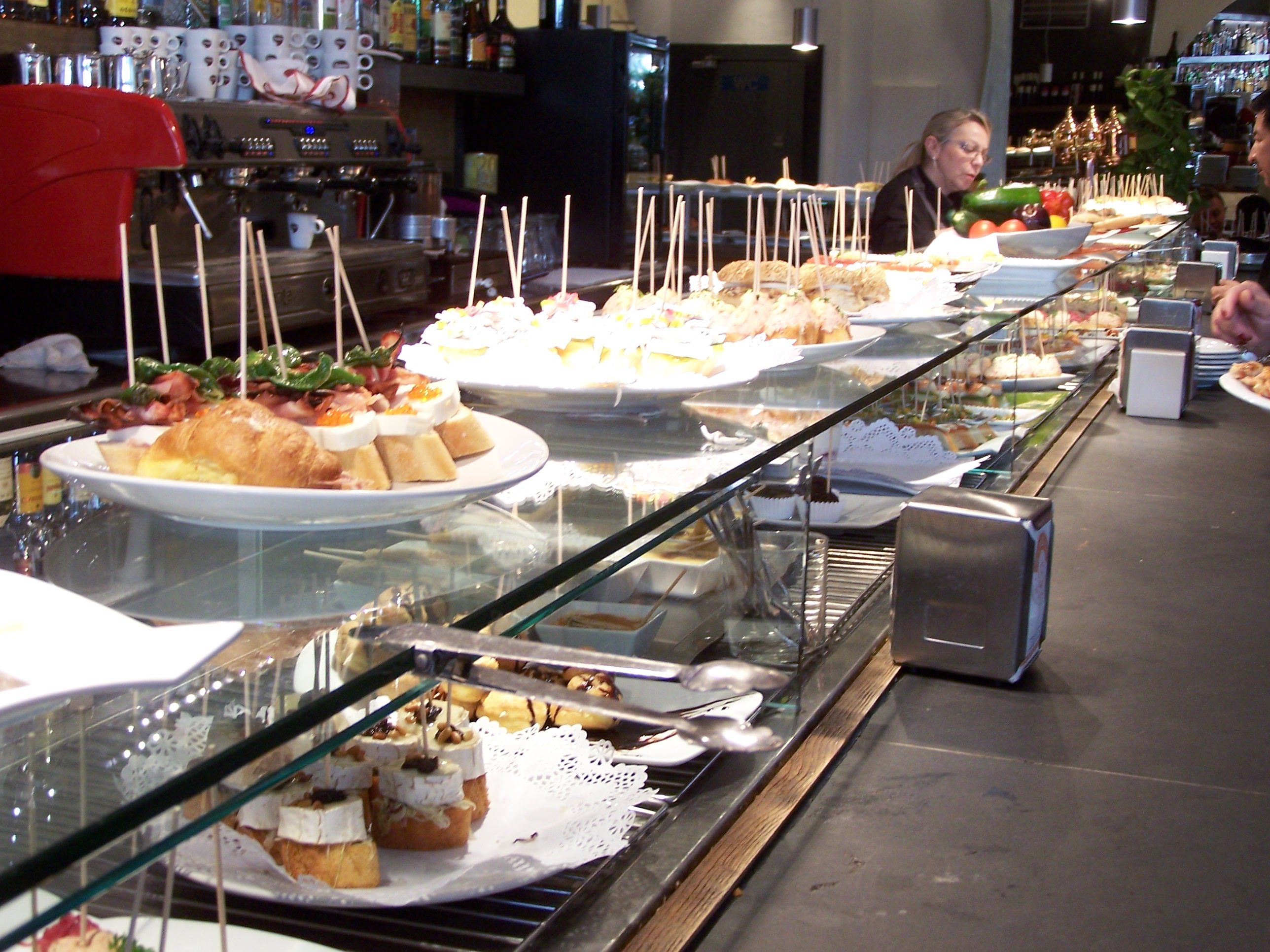
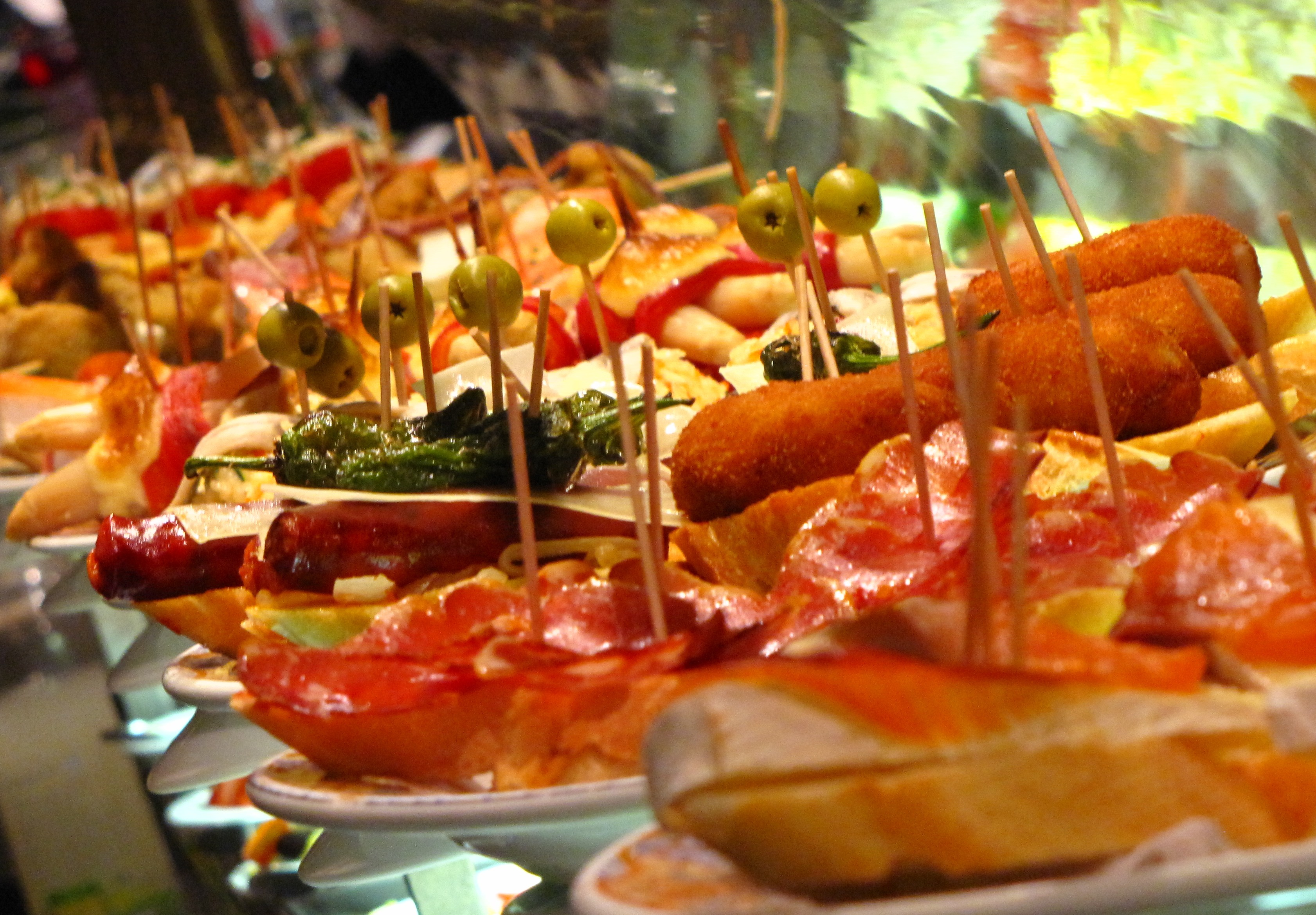
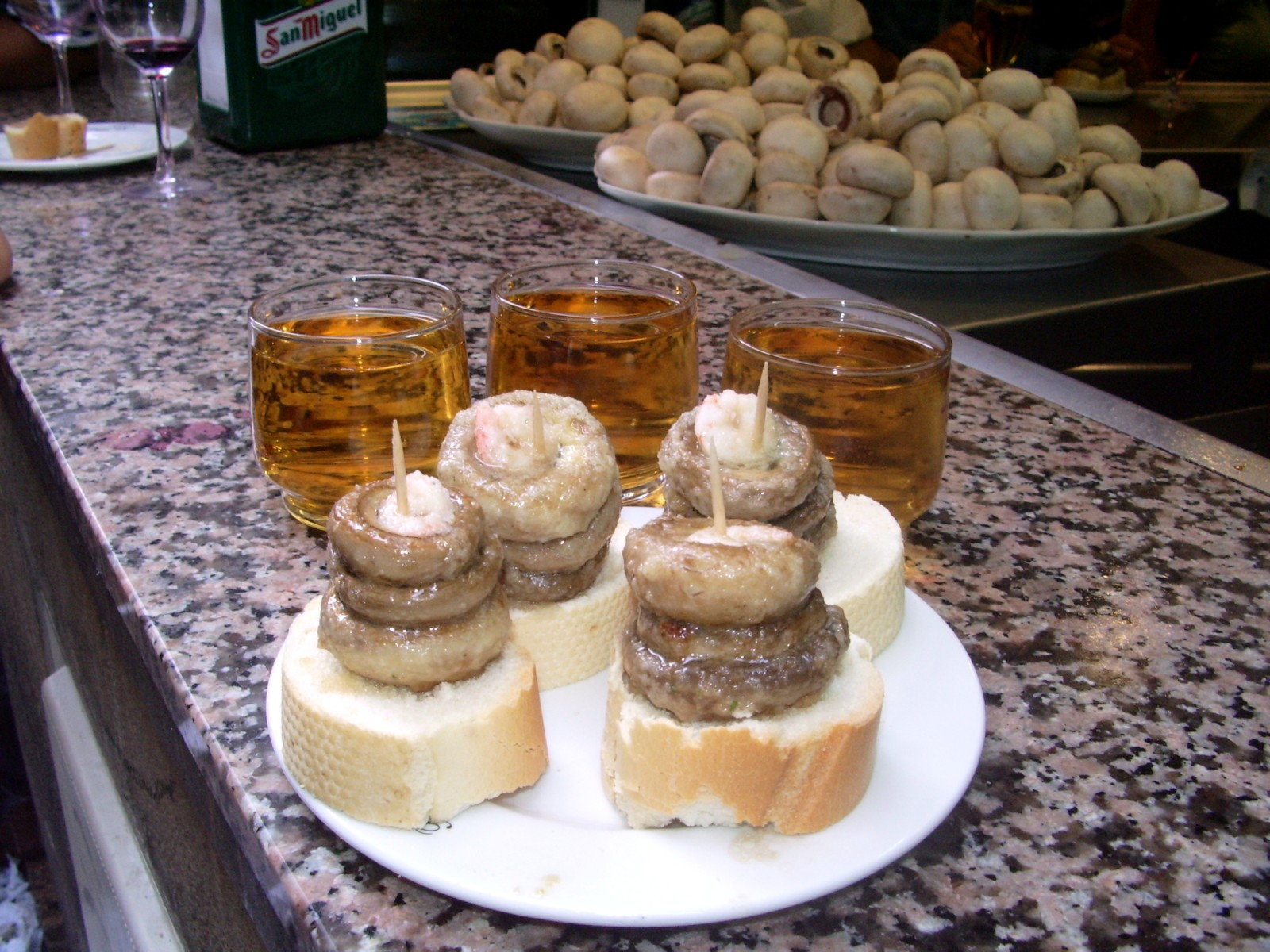
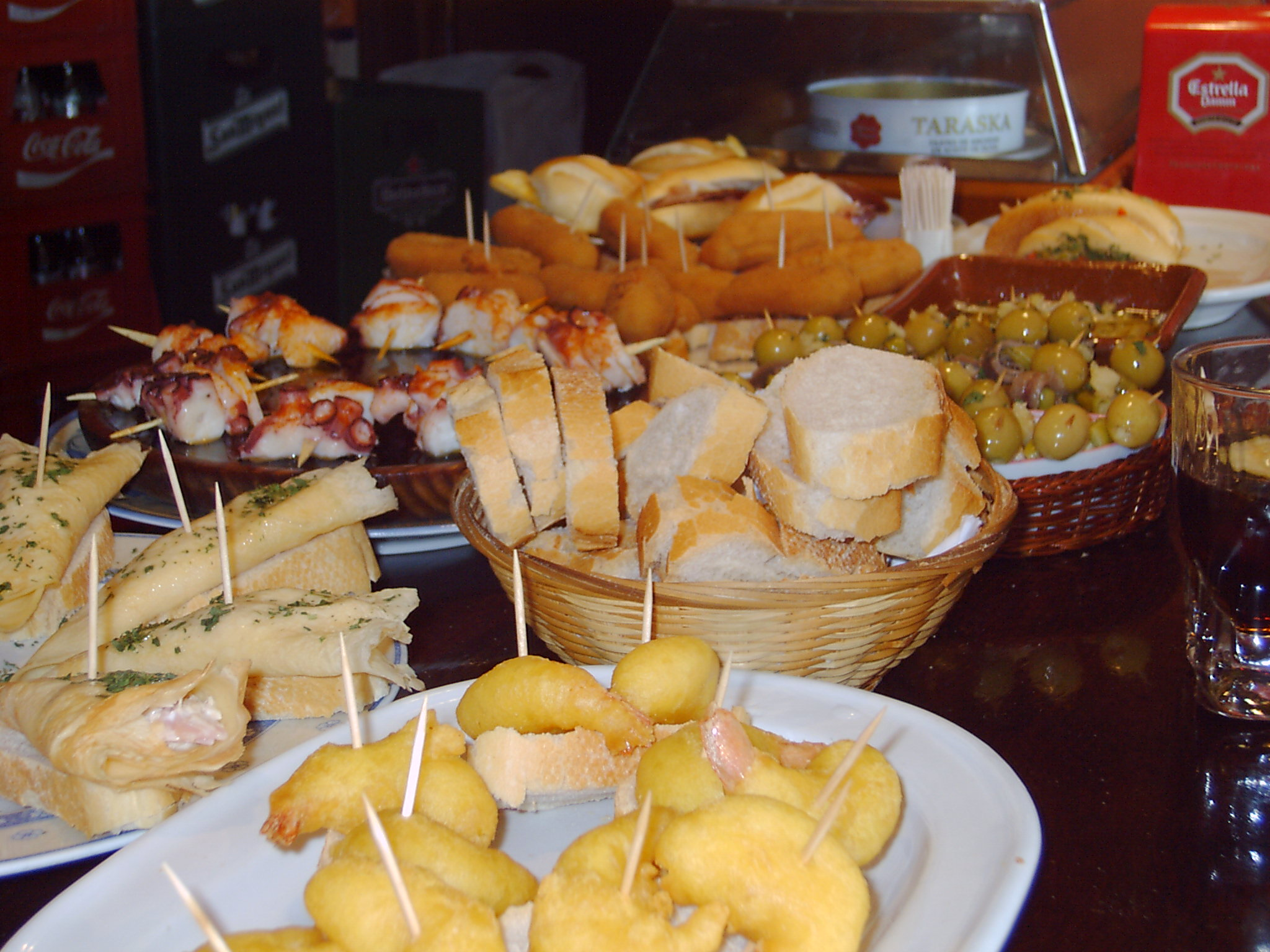
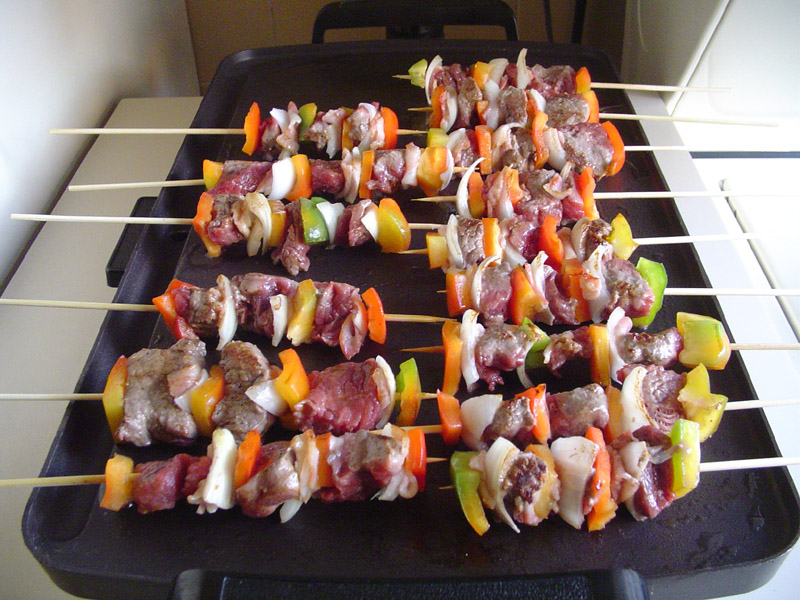
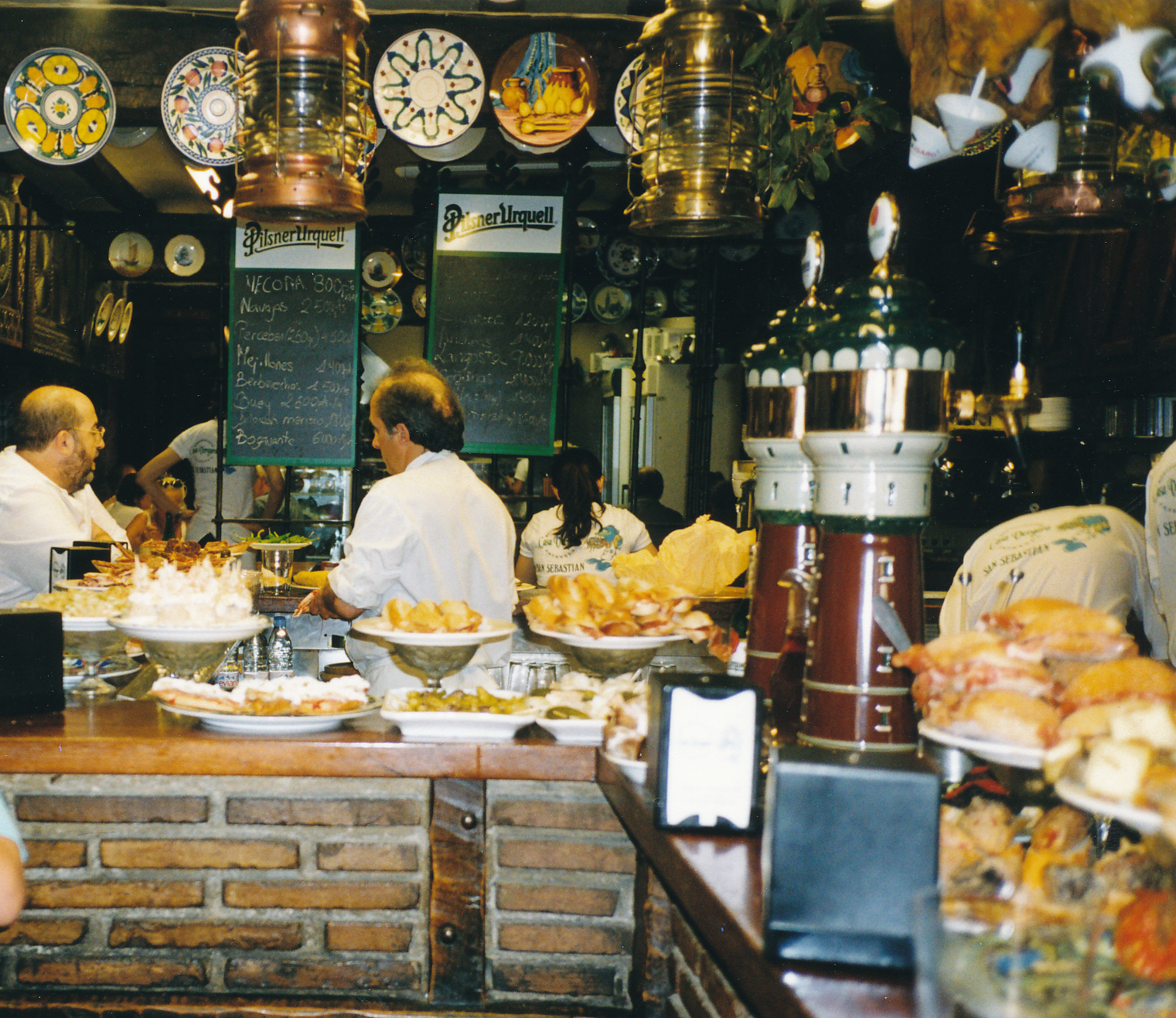
Пінчос у барі "Старе місто" в Сан-Себастьяні.